# Jánoshalma

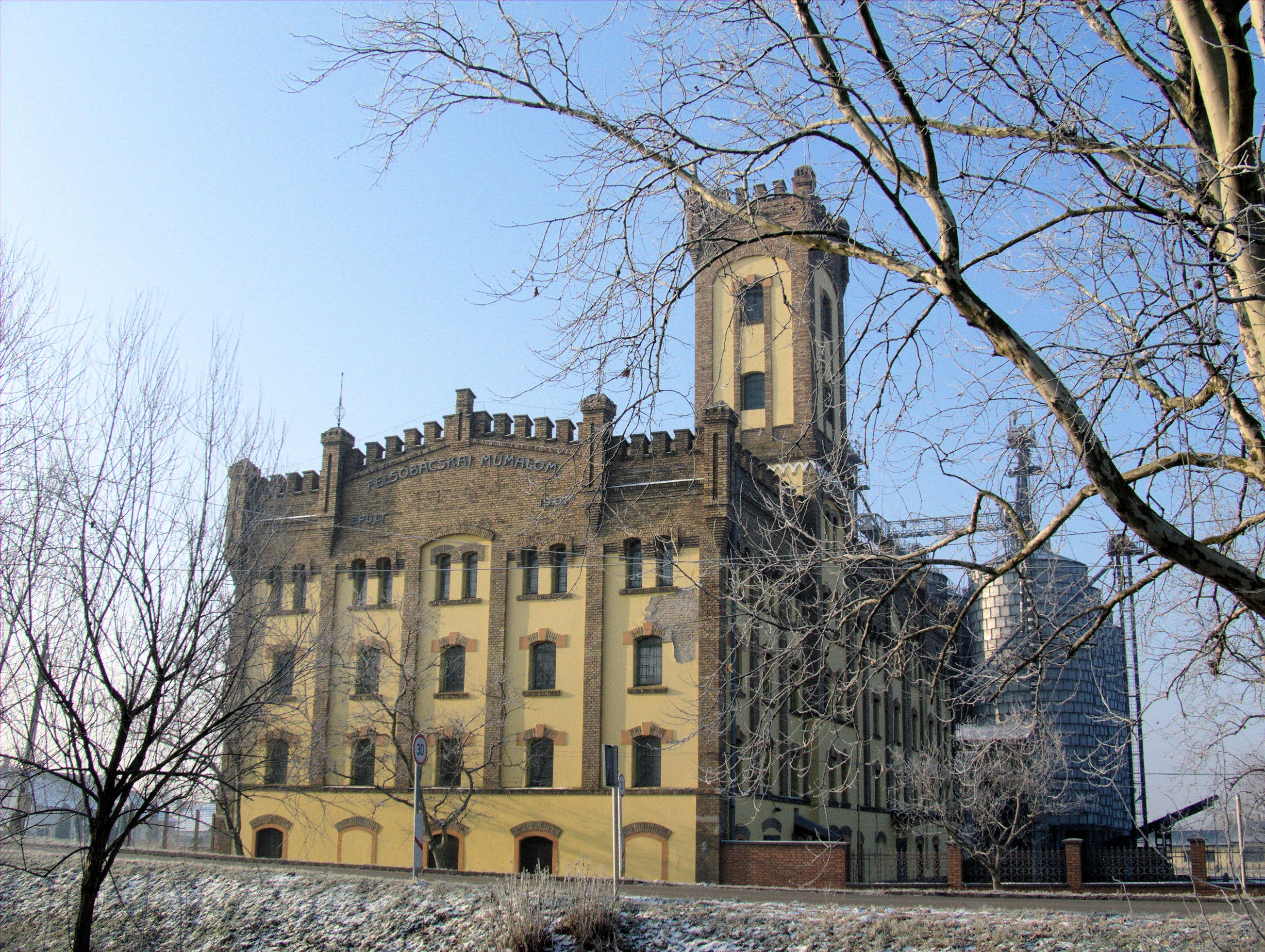
Kulturskyddad industribyggnad i Jánoshalma, byggd 1904-1907.

Jánoshalma är en mindre stad i Ungern med 8 280 invånare (2019).